# Тестване на компютърни игри
Тестване на компютърни игри е част от процеса на разработването на компютърни игри, и е вид тестване на софтуер, като процес на контрол на качеството на видео игрите. Основната функция на тестването на игри е откриването и документирането на софтуерни дефекти (или още като бъгове). Тестването на интерактивен софтуер, предназначен за забавление е техническо поле от висока сложност, изискващо експертни умения и знания в изчислителната техника, аналитична компетентност, умения за критическо оценяване и търпеливост.